# Monte Giuoco del Pallone
Monte Giuoco del Pallone este o arie protejată (arie de protecție specială avifaunistică — SPA) din Italia întinsă pe o suprafață de 4.522 ha, integral pe uscat.

## Localizare
Centrul sitului Monte Giuoco del Pallone este situat la coordonatele 43°14′34″N 12°53′50″E / 43.242782°N 12.897259°E.

## Înființare
Situl Monte Giuoco del Pallone a fost declarat arie de protecție specială avifaunistică în martie 2003 pentru a proteja 15 specii de animale.

## Biodiversitate
Situată în ecoregiunea continentală, aria protejată conține 14 habitate naturale: Pajiști alpine și subalpine calcaroase, Pajiști carstice calcaroase sau bazofile, de Alysso-Sedion albi, Păduri de Quercus ilex și Quercus rotundifolia, Pseudostepă cu ierburi și specii anuale de Thero-Brachypodietea, Păduri pe pante, grohotișuri și ravene de Tilio-Acerion, Formațiuni de Juniperus communis pe lande sau pajiști calcaroase, Păduri de stejar alb estice, Liziere de ierburi înalte hidrofile de câmpie și de nivel montan până la alpin, Galerii de Salix alba și de Populus alba, Izvoare petrifiante cu formare de travertin (Cratoneurion), Pajiști uscate seminaturale și facies de acoperire cu tufișuri pe substraturi calcaroase (Festuco-Brometalia) (* situri importante pentru orhidee), Păduri ilirice de stejar și carpen (Erythronio-Carpinion), Peșteri inaccesibile publicului, Păduri de fag din Apenini cu Taxus și Ilex.
La baza desemnării sitului se află mai multe specii protejate:
- păsări (14): uliu păsărar (Accipiter nisus), fâsă-de-câmp (Anthus campestris), acvilă de munte (Aquila chrysaetos), șorecarul comun (Buteo buteo), caprimulg (Caprimulgus europaeus), erete de stuf (Circus aeruginosus), erete vânăt (Circus cyaneus), erete cenușiu (Circus pygargus), presură de grădină (Emberiza hortulana), șoim călător (Falco peregrinus), vânturel roșu (Falco tinnunculus), sfrâncioc roșiatic (Lanius collurio), ciocârlie de pădure (Lullula arborea), viespar (Pernis apivorus)
- nevertebrate (1): Erannis ankeraria